# Свети Николай (Враня)
„Свети Николай“ (на сръбски: Манастир Св. оца Николаја) е православен манастир в град Враня, югоизточната част на Сърбия. Част е от Вранската епархия на Сръбската православна църква.

## Местоположение
Манастирът е разположен в горната част на града.

## История
Манастирът е средновековен метох на Хилендарския манастир. От Хилендарска грамота е известно, че е изграден по време на управлението на Стефан Дечански, а при Стефан Душан е дарен на Хилендар.
В 1894 година църквата е обновена, като малка еднокорабна базилика с притвор. В началото на XX век е съгдена днешната манастирска църква. Храмът е осветен на 27 август 1906 година от епископ Никанор Нишки.

## Описание
Католиконът е еднокорабна базилика. По-късно е дограден купол, а в двора има кула и костница.
Иконостасът е дело на дебърския майстор Теофан Буджароски, което е отразено в ктиторския надпис.